# Colibri de Lillie
Chrysuronia lilliae
Espèce
Répartition géographique
Statut de conservation UICN

 EN C2a(i) : En danger
Statut CITES
Le Colibri de Lillie (Chrysuronia lilliae) ou Colibri de Lillian, est une espèce de colibris de la sous-famille des Trochilinae.
Son nom est attribué à l'épouse de l'ornithologue américain Witmer Stone Lillian May Stone née Lafferty (1872-1940).

## Habitat et distribution
Le Colibri de Lillie fréquente la mangrove et occasionnellement les fruticées adjacentes dans une zone côtière restreinte au nord de la Colombie.

## Alimentation
Dans la mangrove, ce colibri préfère butiner les fleurs de Pelliciera rhizophorae.  En dehors de la mangrove, il fréquente volontiers les fleurs d'Erythrina fusca.

## Conservation
On évalue la taille de la population entre 50 et 250 individus.  Les observations proviennent principalement de la Vía Parque Isla de Salamanca et du Sanctuaire de faune et de flore du grand marais de Santa Marta.